# Khaled Lounici
Khaled Lounici (Argel, Argelia, 9 de julio de 1967) es un exfutbolista y entrenador de fútbol de Argelia que jugaba en la posición de delantero. Actualmente es el entrenador del USM El Harrach.

## Carrera

### Club
| Periodo   | Club             |
| --------- | ---------------- |
| 1984–1992 | USM El Harrach   |
| 1992–1994 | Aydınspor        |
| 1994      | JS Bordj Ménaïel |
| 1995      | Al-Qadisiyah FC  |
| 1995–1999 | USM El Harrach   |
| 1999–2000 | USM Alger        |
| 2000–2001 | MC Alger         |
| 2001–2003 | USM El Harrach   |
| 2004-2005 | IRB Laghouat     |

### Selección nacional
Jugó para Argelia en 33 ocasiones de 1990 a 1999 y anotó tres goles; participó en la Copa Africana de Naciones 1996.
También jugó para la selección nacional de fútbol sala en la Copa Mundial de fútbol sala de la FIFA 1989.

### Entrenador
| Periodo   | Club               |
| --------- | ------------------ |
| 2005-2006 | SC Aïn Defla       |
| 2006      | USMM Hadjout       |
| 2007-2008 | USM El Harrach     |
| 2008      | USM Annaba         |
| 2009-2011 | Olympique de Médéa |
| 2011      | USM Annaba         |
| 2011      | USMM Hadjout       |
| 2012      | Paradou AC         |
| 2012-2013 | JS Azzazga         |
| 2013      | JSM Skikda         |
| 2018      | MC El Eulma        |
| 2018      | USM Blida          |
| 2021-     | USM El Harrach     |

## Logros

### Club
- Campeonato Nacional de Argelia (1): 1998
- Copa de Argelia (1): 1987

### Individual
- Mejor jugador del Campeonato Nacional de Argelia en 2000.